# 英叻·钦那瓦
英拉·欽那瓦（皇家轉寫：Yinglak Chinnawat，[jîŋ.lák tɕʰīn.nā.wát]；1967年6月21日—），小名鈽（泰語： ;字面意思是：螃蟹），漢名丘英樂，生于泰国北部清邁府，是泰國著名商人及政治人物。她不僅是泰国历史上首位女首相，也是前首相他信·欽那瓦的妹妹，現任首相佩通坦·欽那瓦的姑姐，屬於第四代泰國華裔。現因受到泰國軍方通緝而流亡國外，2019年8月8日，塞尔维亚政府宣布授予英拉·欽那瓦塞尔维亚公民身份。
2014年5月7日，泰国宪法法院认定盈拉違法濫權調動國家安全委員會秘書長，迫令她即時下台。2014年5月23日，英拉被军方扣留。2017年8月25日，英拉在面臨法院判決前流亡海外，據泰方熟悉人士指，已經前往杜拜躲避。2017年9月27日，泰国最高法院对英拉“大米渎职案”宣判，法庭判处英拉5年有期徒刑。
2018年12月12日，英拉·欽那瓦出任中国广东省汕头国际集装箱码头有限公司董事长兼法定代表人。

## 中文譯名
在确知泰國官方正式發布之前，其中文譯名在世界各地的華人圈內均有不同。
- 中国大陆（新华社）：英拉·欽那瓦[11]
- 香港：英祿·西那瓦 / 仁樂 / 英樂 / 丘英樂 / 英拉
- 臺灣：盈拉 / 颖拉
- 新加坡（聯合早報）：英叻·钦那瓦
- 马来西亚：英叻
- 泰國：仁樂（中華日報、京華中原聯合日報）[12] / 英拉 / 颖拉（泰國世界日報）[12] / 英樂·秦那越（東盟經濟時報）[13]

## 背景

### 家庭
祖籍原為中國潮州府丰顺县（现梅州市丰顺县），客家人。她的曾祖父丘顺盛約在1870年代從廣東來到泰國東部尖竹汶府經商，祖父移居清邁，經商致富後從政。在9個兄弟姊妹中，英拉排行最小，比兄長他信小18歲。
英拉和伴侶阿努索·安莫查（拉丁转写：Anusorn Amornchat）育有一子，取名素帕猜·安莫查（拉丁转写：Supasek Amornchat）；阿努索現在擔任泰國一家公司的總裁。和很多富有的泰國女性一樣，英拉選擇了沒有法律約束的「事實婚姻」（意即她和伴侶阿努索每天生活在一起，但沒登記結婚，也沒有名義上的夫妻關係）。

### 學歷與早期經歷
英拉畢業於清邁大學，曾經去美国留學，獲得了肯塔基州立大學的政治學學士和政治學碩士學位。後來擔任了他信家族電訊企業Advanced Info Service Public Company Limited（簡稱AIS）的總裁。後來又擔任房地產公司SC Asset Corp總裁。

## 总理

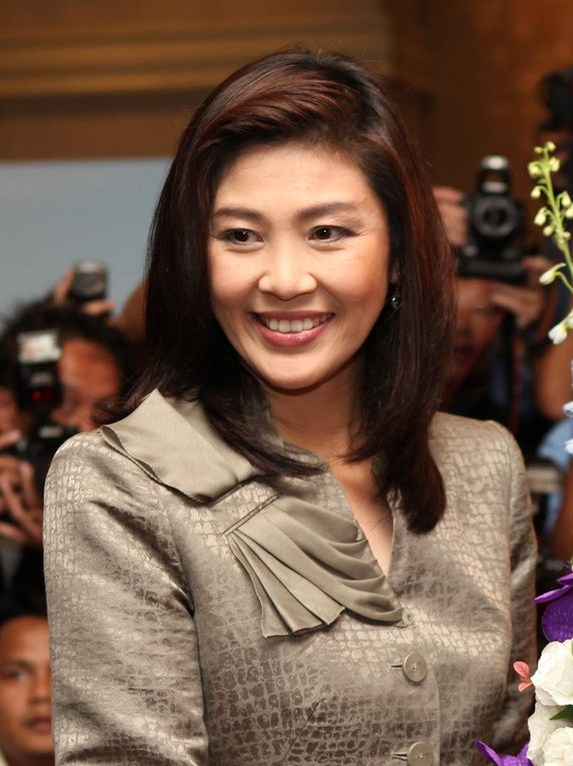
2011年7月4日出現于美國駐泰國大使館的英拉

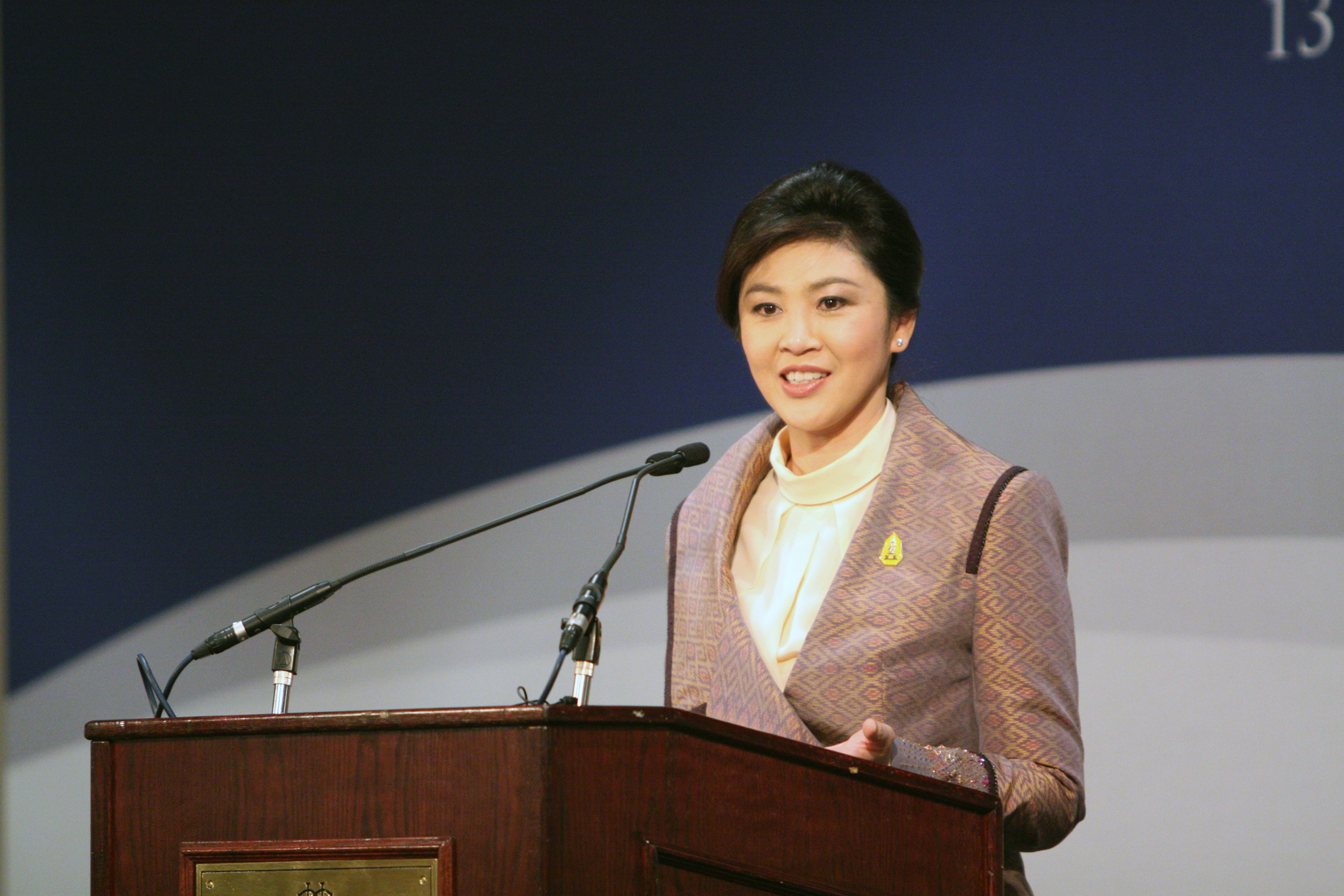
2012年11月13日，英拉在英国发表演讲

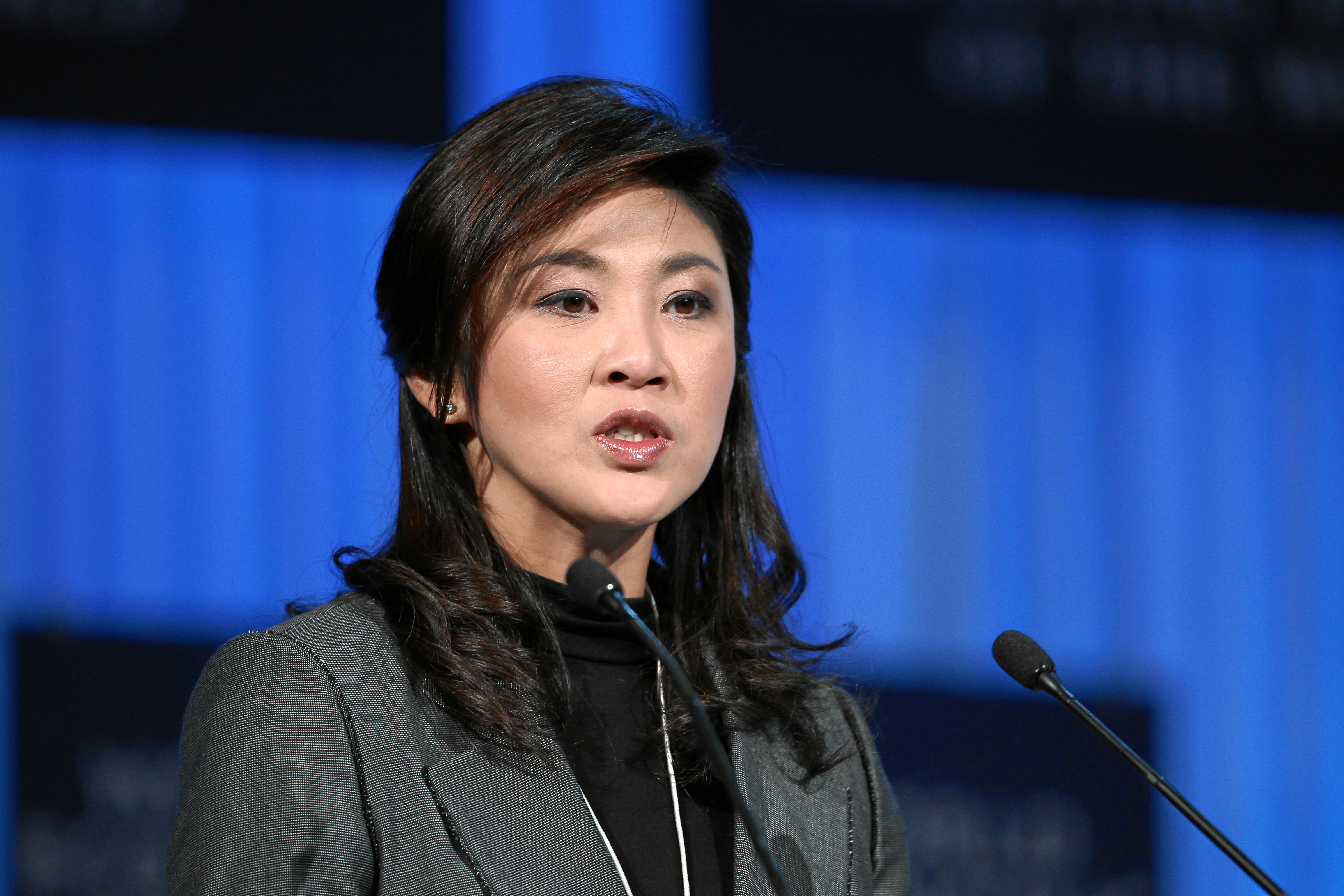
英拉在2012年1月27日的世界经济论坛会议上发言。

2011年7月3日，英拉領導的为泰党在國會大選擊敗民主黨，贏得下議院的265席，取得過半數議席，而其本人則當選為下議院議員，她之後宣布會與幾個小黨合組聯合政府。同年8月5日，盈拉經國會推選，正式就任為泰國歷史上首位女首相。
2012年1月泰國遭遇大洪災，造成815死，457億美金的損失。由東協、日、中、韓動用緊急大米儲備援助泰國。

### 政績
擔任泰國首相後的盈拉表示，將延續其兄長的重農政策，提高公庫農產品的收購價，增加泰國農業出口的競爭力，照顧泰國基層農民，泰國東北部較多的貧困農民渴望因此受惠、改善生活，但实际上并未真正帮到农民。雖然專家表示增加政府收購價格可能導致通貨膨脹壓力，但由於泰國的負債率占GDP不到一半，所以不會因此而妨礙經濟成長。

### 反政府示威
2013年11月，反对党支持者聚集至泰国首都曼谷针对总理及执政党为泰黨进行抗议活动。28日，泰国国会下议院否决了反对党提出的针对总理英拉及内政部长乍鲁蓬的不信任案。
因應局勢不穩，英拉於12月9日早上宣佈解散國會，並提前大選，選舉並於2014年2月2日舉行。同年3月，泰国宪法法院認為此次选举因「违反宪法」而「无效」，下次选举将于7月20日举行。

### 被迫下台
2014年5月7日，泰国憲法法院八名法官「指控英拉濫權」，英拉被迫下台，結束二年九個月的總理生涯。
2014年5月23日，一度传出其被捕的消息，后证实是被政變的军方禁錮。
2017年5月19日，泰國最高法院開始審理英拉渎职案。英拉於案件審訊期間潛逃出泰國，據報已逃往迪拜。事後泰國曼谷警官剎立承認自己在宣判前一天開車載著盈拉到邊境小鎮Srakaeo，該鎮與柬埔寨接壤。部分泰國傳媒聲稱她接受柬埔寨政府幫助逃離泰國，但金邊政府一直否認指控。2019年1月，有香港傳媒报道称，英拉於2018年8月持柬埔寨護照在香港註冊一間名為"PT Corporation Company Limited"的公司。
2017年9月27日，泰国当地法院作出缺席判決，判定英拉罪名成立，对她判处有期徒刑五年。9月28日，美國有線新聞網（CNN）報導盈拉所屬的為泰黨表示盈拉人在英國倫敦並尋求政治庇護，英國內政部告訴CNN他們不對個案置評。

## 重返商界
2018年12月12日，总部位于中国广东省汕头市的汕头国际集装箱码头有限公司（SICT）的法定代表人出现变更，该公司董事长兼法定代表人职务由英拉·西那瓦接任。汕头国际集装箱码头有限公司原本是由和记港口信托、招商局集团、汕头市人民政府国有资产监督管理委员会三方合资开设。此次法定代表人变更后，和记港口信托已将其所持的SICT股权出让，但交易方暂时不明。

## 获得塞尔维亚国籍
2019年8月8日，塞尔维亚总理阿娜·布尔纳比奇于该年6月27日在该国政府会议后签署一份决定，授予英拉塞尔维亚国籍。决定说，根据法律规定，“符合国家利益的外国人也可获得塞尔维亚公民身份”。英拉可凭塞尔维亚护照，无签证前往100多个国家，包括欧盟的大部分国家。对于英拉被授予塞尔维亚国籍，泰国总检察长办公室国际事务部主任差丛于8月9日对泰国媒体表示，英拉获得他国国籍，泰国对英拉的追逃程序并不受影响，最高法院判决仍然有效。